# Justizministerium (Israel)
Das israelische Justizministerium (hebräisch מִשְׂרָד הַמִשְׁפָּטִים Misrad ha-Mishpatim) ist zuständig für die Justizpolitik. Der Justizminister von Israel (שר המשפטים) (Sar HaMishpatim) leitet das Justizministerium.

## Gliederung
Die Zuständigkeiten des Justizministeriums sind zahlreich und beinhalten Rechtsberatung und Legalisierung, das Amt des Staatsanwalts, zivilrechtliche Hilfe, öffentliche Verteidigung, das Amt des öffentlichen Treuhänders und öffentlichen Konkursverwalters, das Amt für Landbesiedlungsregistrierung, das Amt des Obersten Regierungsgutachters, das Nationale Zentrum für Mediation, verschiedene Registraturen wie das Handelsregister, das Register für Patente, Designs und Warenzeichen, das Informationslagerregister, zuzüglich Registraturen und Ämter für berufliche Lizenzierung, sowie den Rat für amtlich zugelassene Buchhalter, den Rat der Grundgutachter, das Mediationsregister und das Amt für die Lizenzierung von Privatdetektiven und Sicherheitsdiensten.
Eine weitere Behörde wurde dem Ministerium 2001 zugeordnet, die sich mit der juristischen Verfolgung und Bestrafung nach dem Geldwäschegesetz befasst und als zentrale Behörde die Aktivitäten der beteiligten Behörden gegen das Phänomen der wachsenden Geldwäsche koordiniert. Ebenso wurde dem Justizministerium 2001 eine neu gegründete Behörde (Registrar of Authorizing Bodies) unterstellt, die das neu verabschiedete Gesetz zur elektronischen Unterschrift vollzieht. Schließlich ist dem Justizministerium das 2003 gegründete Amt des Ombudsmannes zugeordnet.

## Liste der Justizminister
| Minister                | Partei                | Regierung          | Amtsdauer                                                             |
| ----------------------- | --------------------- | ------------------ | --------------------------------------------------------------------- |
| Pinchas Rosen           | Miflaga Progresivit   | Prov., 1., 2.      | 14. Mai 1948 – 8. Oktober 1951                                        |
| Dov Yosef               | Mapai                 | 3.                 | 8. Oktober 1951 – 25. Juni 1952                                       |
| Chaim Cohn              | Kein Knesset-Mitglied | 3.                 | 25. Juni 1952 – 24. Dezember 1952                                     |
| Pinchas Rosen           | Miflaga Progresivit   | 4., 5., 6., 7.     | 24. Dezember 1952 – 13. Februar 1956                                  |
| David Ben-Gurion        | Mapai                 | 7.                 | 13. Februar 1956 – 7. Januar 1958                                     |
| Pinchas Rosen           | Miflaga Progresivit   | 8., 9.             | 7. Januar 1958 – 2. November 1961                                     |
| Dov Yosef               | Mapai                 | 10., 11., 12.      | 2. November 1961 – 12. Januar 1966                                    |
| Yaakov Shimshon Shapira | Mapai                 | 13., 14., 15.      | 12. Januar 1966 – 13. Juni 1972 12. September 1972 – 1. November 1973 |
| Haim Yosef Zadok        | HaMa’arach            | 16., 17.           | 10. März 1974 – 20. Juni 1977                                         |
| Menachem Begin          | Likud                 | 18.                | 20. Juni 1977 – 24. Oktober 1977                                      |
| Shmuel Tamir            | Dash                  | 18.                | 20. Juni 1977 – 5. August 1980                                        |
| Mosche Nissim           | Likud                 | 18., 19., 20., 21. | 13. August 1980 – 16. April 1986                                      |
| Jitzchak Modai          | Likud                 | 21.                | 16. April 1986 – 23. Juli 1986                                        |
| Avraham Sharir          | Likud                 | 21., 22.           | 30. Juli 1986 – 22. Dezember 1988                                     |
| Dan Meridor             | Likud                 | 2.3, 24.           | 22. Dezember 1988 – 13. Juli 1992                                     |
| David Libai             | Awoda                 | 25., 26.           | 13. Juli 1992 – 18. Juni 1996                                         |
| Jaakov Neeman           | Kein Knesset-Mitglied | 27.                | 18. Juni 1996 – 10. August 1996                                       |
| Benjamin Netanyahu      | Likud                 | 27.                | 18. Juni 1996 – 4. September 1996                                     |
| Tzachi Hanegbi          | Likud                 | 27.                | 4. September 1996 – 6. Juli 1999                                      |
| Yossi Beilin            | Jisrael Achat         | 28.                | 6. Juli 1999 – 7. März 2001                                           |
| Meir Shitrit            | Likud                 | 29.                | 7. März 2001 – 28. Februar 2003                                       |
| Josef „Tommy“ Lapid     | Schinui               | 30.                | 28. Februar 2003 – 4. Dezember 2004                                   |
| Tzipi Livni             | Likud, Kadima         | 30.                | 5. Dezember 2004 – 4. Mai 2006                                        |
| Haim Ramon              | Kadima                | 31.                | 4. Mai 2006 – 22. August 2006                                         |
| Meir Shitrit            | Kadima                | 31.                | 23. August 2006 – 29. November 2006                                   |
| Tzipi Livni             | Kadima                | 31.                | 29. November 2006 – 7. Februar 2007                                   |
| Daniel Friedmann        | Kein Knesset-Mitglied | 31.                | 7. Februar 2007 – 31. März 2009                                       |
| Jaakov Neeman           | Kein Knesset-Mitglied | 32.                | 31. März 2009 – 18. März 2013                                         |
| Tzipi Livni             | Ha-Tnu’a              | 33.                | 18. März 2013 – 4. Dezember 2014                                      |
| Benjamin Netanjahu      | Likud                 | 33.                | 4. Dezember 2014 – 14. Mai 2015                                       |
| Ajelet Schaked          | HaBajit haJehudi      | 34.                | 14. Mai 2015 – 2. Juni 2019                                           |
| Amir Ohana              | Likud                 | 34.                | 5. Juni 2019 – 17. Mai 2020                                           |
| Avi Nissenkorn          | Chosen LeJisra’el     | 35.                | 17. Mai 2020 – 13. Juni 2021                                          |
| Gideon Sa’ar            | Tikwa Chadascha       | 36.                | 13. Juni 2021 – 29. Dezember 2022                                     |
| Yariv Levin             | Likud                 | 37.                | 29. Dezember 2022 – amtierend                                         |